# Oldtown
Oldtown és una població dels Estats Units a l'estat d'Idaho. Segons el cens del 2000 tenia 190 habitants.

## Demografia
Segons el cens del 2000, Oldtown tenia 190 habitants, 81 habitatges, i 46 famílies. La densitat de població era de 319 habitants/km².
Dels 81 habitatges en un 27,2% hi vivien nens de menys de 18 anys, en un 42% hi vivien parelles casades, en un 12,3% dones solteres, i en un 42% no eren unitats familiars. En el 34,6% dels habitatges hi vivien persones soles el 12,3% de les quals corresponia a persones de 65 anys o més que vivien soles. El nombre mitjà de persones vivint en cada habitatge era de 2,35 i el nombre mitjà de persones que vivien en cada família era de 3.
Per edats la població es repartia de la següent manera: un 26,8% tenia menys de 18 anys, un 8,9% entre 18 i 24, un 30% entre 25 i 44, un 18,9% de 45 a 60 i un 15,3% 65 anys o més.
L'edat mediana era de 38 anys. Per cada 100 dones de 18 o més anys hi havia 80,5 homes.
La renda mediana per habitatge era de 23.542 $ i la renda mediana per família de 23.125 $. Els homes tenien una renda mediana de 26.250 $ mentre que les dones 10.625 $. La renda per capita de la població era d'11.893 $. Aproximadament el 21,6% de les famílies i el 22,4% de la població estaven per davall del llindar de pobresa.

## Poblacions més properes
El següent diagrama mostra les poblacions més properes.